# Llista de monuments de Sant Pere Sallavinera
Llista de monuments de Sant Pere Sallavinera inclosos en l'Inventari del Patrimoni Arquitectònic de Catalunya per al municipi de Sant Pere Sallavinera (Anoia). Inclou els inscrits en el Registre de Béns Culturals d'Interès Nacional (BCIN) amb la classificació de monuments històrics, els Béns Culturals d'Interès Local (BCIL) de caràcter immoble i la resta de béns arquitectònics integrants del patrimoni cultural català.
| Monument                                     | Protecció    | Estil/època                          | Localització                                                                                    | Coordenades                                          | Codi?         | Imatge |
| -------------------------------------------- | ------------ | ------------------------------------ | ----------------------------------------------------------------------------------------------- | ---------------------------------------------------- | ------------- | --- |
| Castell de Boixadors i església de Sant Pere | BCIN 1533-MH | Romànic, gòtic XI-XII, XIII, XVII    | Sant Pere Sallavinera Camí que surt de la ctra. de Manresa a Calaf, al trencall de la Llavinera | 41° 46′ 14″ N, 1° 34′ 29″ E / 41.770438°N,1.574714°E | RI-51-0005670 | Castell de Boixadors (Sant Pere Sallavinera) · Vegeu més fotos d'aquest monument · Carregueu una nova foto d'aquest monument                   |
| Castell de la Llavinera                      | BCIN 1534-MH |                                      | Sant Pere Sallavinera La Llavinera (desaparegut)                                                | 41° 44′ 08″ N, 1° 33′ 19″ E / 41.735683°N,1.555220°E | RI-51-0005671 | Castell de la Llavinera (Sant Pere Sallavinera) · Vegeu més fotos d'aquest monument · Carregueu una nova foto d'aquest monument                |
| Casa al carrer Major, 9                      |              | Obra popular XV-XVI                  | Sant Pere Sallavinera C. Major, 9                                                               | 41° 44′ 11″ N, 1° 34′ 28″ E / 41.736464°N,1.574485°E | IPA-6007      | Casa al carrer Major, 9 (Sant Pere Sallavinera) · Vegeu més fotos d'aquest monument · Carregueu una nova foto d'aquest monument                |
| Casa a la plaça Major                        |              | Gòtic-renaixement, obra popular XVII | Sant Pere Sallavinera Pl. Major                                                                 | 41° 44′ 12″ N, 1° 34′ 31″ E / 41.736589°N,1.575330°E | IPA-6008      | Casa a la plaça Major (Sant Pere Sallavinera) · Vegeu més fotos d'aquest monument · Carregueu una nova foto d'aquest monument                  |
| Casa al costat de l'església                 |              | Obra popular XVII                    | Sant Pere Sallavinera Al costat de l'església parroquial                                        | 41° 44′ 11″ N, 1° 34′ 28″ E / 41.736376°N,1.574492°E | IPA-6009      | Casa al costat de l'església (Sant Pere Sallavinera) · Vegeu més fotos d'aquest monument · Carregueu una nova foto d'aquest monument           |
| Església parroquial de Sant Pere Sallavinera |              | Romànic, obra popular XI             | Sant Pere Sallavinera                                                                           | 41° 44′ 11″ N, 1° 34′ 28″ E / 41.736376°N,1.574492°E | IPA-6010      | Església parroquial de Sant Pere Sallavinera · Vegeu més fotos d'aquest monument · Carregueu una nova foto d'aquest monument                   |
| Sant Pere de Boixadors                       |              | Historicisme XIX                     | Sant Pere Sallavinera                                                                           | 41° 45′ 48″ N, 1° 34′ 11″ E / 41.76322°N,1.56971°E   | IPA-6011      | Sant Pere de Boixadors (Sant Pere Sallavinera) · Vegeu més fotos d'aquest monument · Carregueu una nova foto d'aquest monument                 |
| Molí de Boixadors de Dalt                    |              | Obra popular XVI                     | Sant Pere Sallavinera                                                                           | 41° 45′ 43″ N, 1° 35′ 25″ E / 41.762002°N,1.590194°E | IPA-6012      | Molí de Boixadors de Dalt (Sant Pere Sallavinera) · Vegeu més fotos d'aquest monument · Carregueu una nova foto d'aquest monument              |
| Cal Baldiri                                  |              | Obra popular XVIII                   | Sant Pere Sallavinera                                                                           | 41° 44′ 53″ N, 1° 35′ 10″ E / 41.748047°N,1.586173°E | IPA-6022      | Cal Baldiri (Sant Pere Sallavinera) · Vegeu més fotos d'aquest monument · Carregueu una nova foto d'aquest monument                            |
| Pont I                                       |              |                                      | Sant Pere Sallavinera                                                                           | 41° 44′ 13″ N, 1° 34′ 28″ E / 41.736820°N,1.574459°E | IPA-6202      | Pont I (Sant Pere Sallavinera) · Vegeu més fotos d'aquest monument · Carregueu una nova foto d'aquest monument                                 |
| Pont II                                      |              |                                      | Sant Pere Sallavinera                                                                           |                                                      | IPA-6203      | Pont II (Sant Pere Sallavinera) · Vegeu més fotos d'aquest monument · Carregueu una nova foto d'aquest monument                                |
| Pont del Molí de Boixadors, Pont III         |              |                                      | Sant Pere Sallavinera                                                                           |                                                      | IPA-6204      | Carregueu una nova foto d'aquest monument |
| Molí de Boixadors de Baix                    |              | Obra popular                         | Sant Pere Sallavinera                                                                           | 41° 45′ 46″ N, 1° 35′ 15″ E / 41.762902°N,1.587564°E | IPA-26441     | Molí de Boixadors de Baix (Sant Pere Sallavinera) · Vegeu més fotos d'aquest monument · Carregueu una nova foto d'aquest monument              |
| Molí de Ca l'Ibañez                          |              | Obra popular XVIII                   | Sant Pere Sallavinera                                                                           | 41° 45′ 13″ N, 1° 35′ 32″ E / 41.753674°N,1.592325°E | IPA-26442     | Molí de Ca l'Ibañez (Sant Pere Sallavinera) · Vegeu més fotos d'aquest monument · Carregueu una nova foto d'aquest monument                    |
| Cal Ribalta                                  |              | Obra popular XVII                    | Sant Pere Sallavinera La Fortesa                                                                | 41° 44′ 49″ N, 1° 32′ 16″ E / 41.747007°N,1.537830°E | IPA-6015      | Cal Ribalta (Sant Pere Sallavinera) · Vegeu més fotos d'aquest monument · Carregueu una nova foto d'aquest monument                            |
| Església de Sant Joan de la Fortesa          |              | Obra popular XVII                    | Sant Pere Sallavinera La Fortesa                                                                | 41° 44′ 47″ N, 1° 32′ 16″ E / 41.746514°N,1.537904°E | IPA-6016      | Església de Sant Joan de la Fortesa (Sant Pere Sallavinera) · Vegeu més fotos d'aquest monument · Carregueu una nova foto d'aquest monument    |
| Cal Morros                                   |              | Obra popular XVII                    | Sant Pere Sallavinera La Fortesa                                                                | 41° 44′ 48″ N, 1° 32′ 16″ E / 41.746802°N,1.537661°E | IPA-6017      | Cal Morros (Sant Pere Sallavinera) · Vegeu més fotos d'aquest monument · Carregueu una nova foto d'aquest monument                             |
| Església de Sant Jordi de la Llavinera       |              | Obra popular XVII                    | Sant Pere Sallavinera La Llavinera                                                              | 41° 44′ 08″ N, 1° 33′ 18″ E / 41.735430°N,1.554942°E | IPA-6019      | Església de Sant Jordi de la Llavinera (Sant Pere Sallavinera) · Vegeu més fotos d'aquest monument · Carregueu una nova foto d'aquest monument |
| Cal Torre                                    |              | Obra popular                         | Sant Pere Sallavinera La Llavinera                                                              | 41° 44′ 09″ N, 1° 33′ 19″ E / 41.735762°N,1.555328°E | IPA-6020      | Cal Torre (Sant Pere Sallavinera) · Vegeu més fotos d'aquest monument · Carregueu una nova foto d'aquest monument                              |
| Cal Xandrí                                   |              | Obra popular XVII                    | Sant Pere Sallavinera La Llavinera                                                              | 41° 44′ 07″ N, 1° 33′ 20″ E / 41.735293°N,1.555510°E | IPA-6021      | Cal Xandrí (Sant Pere Sallavinera) · Vegeu més fotos d'aquest monument · Carregueu una nova foto d'aquest monument                             |
| Capella de la Sagrada Família                |              | Obra popular XIX                     | Sant Pere Sallavinera Molí de Boixadors                                                         | 41° 45′ 45″ N, 1° 35′ 26″ E / 41.762558°N,1.590645°E | IPA-6013      | Capella de la Sagrada Família (Sant Pere Sallavinera) · Vegeu més fotos d'aquest monument · Carregueu una nova foto d'aquest monument          |